# Joe (cantante)
Joe, all'anagrafe Joseph Lewis Thomas (Columbus, 5 luglio 1972), è un cantante e produttore discografico statunitense.

## Biografia
Joe Thomas nasce in una famiglia di 5 figli ed è figlio di due predicatori. All'età di 2 anni, Joe lascia la Georgia e si trasferisce in Alabama con la sua famiglia. Joe spende la maggior parte del suo tempo in chiesa, cantando nel coro in una chiesa, suonando la chitarra e dirigendo il coro stesso. Le sue principali influenze musicali sono Stevie Wonder e Marvin Gaye. Alla fine degli anni ottanta, Joe è membro di diversi gruppi locali in Alabama, per poi trasferirsi a New York per proseguire la sua carriera musicale.
Mentre canta in un coro, Joe viene notato dal produttore Vincent Herbert, per il quale registra un demo di tre tracce. Nel 1993 pubblica il suo album di debutto Everything con la Polygram/Mercury. All the Things, uno dei brani dell'album, viene anche utilizzato nella colonna sonora del film Un ragazzo veramente speciale. Nel 1997 Joe ottiene un nuovo contratto con la Jive Records con la quale pubblica l'album All That I Am che raggiunge la posizione numero tredici della Billboard 200 e la quarta della R&B charts. Nello stesso periodo duetta con Mariah Carey in Thank God I Found You.
Ma è soltanto nel 2000 che Joe conosce il suo più grande successo grazie all'album My Name Is Joe che raggiunge la vetta della R&B charts e la seconda posizione della Billboard 200. Il primo singolo estratto dall'album I Wanna Know raggiunge la terza posizione della Billboard Hot 100, mentre Stutter arriva in vetta. Il brano che figura la collaborazione del rapper Mystikal ottiene buoni riscontri anche in Europa e Australia. Partecipa inoltre alle colonne sonore di numerosi film come A casa con i miei, Save the Last Dance 2 e La bottega del barbiere.
Negli anni successivi Joe pubblica altri tre album Better Days (2001), And Then... (2003) e Ain't Nothin' Like Me (2007), collabora ancora con Mariah Carey nel brano Through the Rain, oltre che con Nas, Fabolous, Papoose, Young Buck e Tony Yayo e partecipa all'album tributo per Phil Collins Urban Renewal. Nel 2007 ha lasciato la Jive Records ed ha firmato un nuovo contratto con l'etichetta indipendente Kedar Entertainment, con la quale ha pubblicato due album: Joe Thomas, New Man (2008) e Signature (2009).

## Discografia parziale
Album in studio
- 1993 - Everything
- 1997 - All That I Am
- 2000 - My Name Is Joe
- 2001 - Better Days
- 2003 - And Then...
- 2007 - Ain't Nothin' Like Me
- 2008 - Joe Thomas, New Man
- 2009 - Signature
- 2009 - Make Sure You're Home for Christmas
- 2010 - Home Is the Essence of Christmas
- 2011 - The Good, the Bad, the Sexy
- 2013 - Doubleback - Evolution of R&B
- 2014 - Bridges

Album dal vivo
- 2010 - Live from Japan

Raccolte
- 2008 - Greatest Hits

## Riconoscimenti
- BET Awards
  - 2001 – Candidatura come Best R&B Male Artist
- Grammy Award
  - 2002 – Candidatura come Best Male R&B Vocal Performance per Let's Stay Home Tonight
  - 2002 – Candidatura come Best R&B Album per Better Days
  - 2002 – Candidatura come Best R&B Performance by a Duo or Group per More Than a Woman w/ Angie Stone
  - 2000 – Candidatura come Best Pop Collaboration w/ Vocals per Thank God I Found You w/ 98 Degrees & Mariah Carey
  - 2000 – Candidatura come Best Male R&B Vocal Performance per I Wanna Know
  - 2000 – Candidatura come Best R&B Performance by a Duo or Group per Coming Home w/ Brian McKnight & BeBe Winans
  - 2000 – Candidatura come Best R&B Album per My Name Is Joe
- Image Award
  - 2001 – Candidatura come Outstanding Music Album per My Name Is Joe
- iTunes
  - 2009 – Best R&B Album per Signature
- Soul Train Music Award
  - 1999 – Candidatura come Best R&B/Soul or Rap Music Video per Still Not a Player con Big Pun